# Elektrárna Orot Rabin
Elektrárna Orot Rabin (hebrejsky: אורות רבין, doslova „Rabinova světla“) je tepelná elektrárna, provozovaná společností Israel Electric Corporation (IEC), nacházející se na středomořském pobřeží u města Chadera v Izraeli. Její výstavba byla zahájena v roce 1973 a první blok byl do provozu uveden v roce 1981. Přímo sousedí s uhelným přístavem, který zajišťuje její spotřebu uhlí. Její instalovaný výkon je 2590 MW, který produkuje celkem šest bloků (dva velké a čtyři menší). Elektrárna je však navržena, aby v případě potřeby, byla do budoucna schopna pojmout dva další velké bloky.
K roku 2007 se jednalo o největší izraelskou elektrárnu a její instalovaný výkon 2590 MW představoval 23 % instalovaných výkonů všech zařízení IEC (tato skutečnost platí do dobudování bloku D v elektrárně Rutenberg u Aškelonu, která se poté stane největší izraelskou elektrárnou). Orot Rabin spotřebuje každý den 18 tisíc tun uhlí a každou hodinu 320 tisíc tun mořské vody. Mimo uhlí lze elektrárnu provozovat za použití topné či surové nafty. V roce 2009 byla v blízkosti Orot Rabin vybudována odsolovací stanice.
Orot Rabin znečišťuje nedaleký potok Nachal Chadera. Dopad elektrárny na životní prostředí v minulosti vyvolal protesty ekologických organizací, jako například Greenpeace, které kritizovaly znečištění mořské vody, ke kterému dochází při překládání uhlí z nákladních lodí. Navíc mořská voda, využívaná jako chladicí voda, je zpětně vypouštěna do Nachal Chadera, což poškozuje potoční ekosystém.
Původní název elektrárny byl Ma'or David, a to na počest někdejšího ředitele IEC Davida Šifmana, který zemřel během zdlouhavé výstavby elektrárny. Po celkové dostavbě elektrárny, jejím rozšíření v 90. letech a vraždě tehdejšího premiéra Jicchaka Rabina, byla na jeho počest přejmenována na Orot Rabin, což v hebrejštině znamená doslova „Rabinova světla.“
Třetí komín elektrárny měří 300 metrů, což z něj činí druhou nejvyšší stavbu, po radarovém zařízení v Dimoně.